# رقصنده پشتیبان

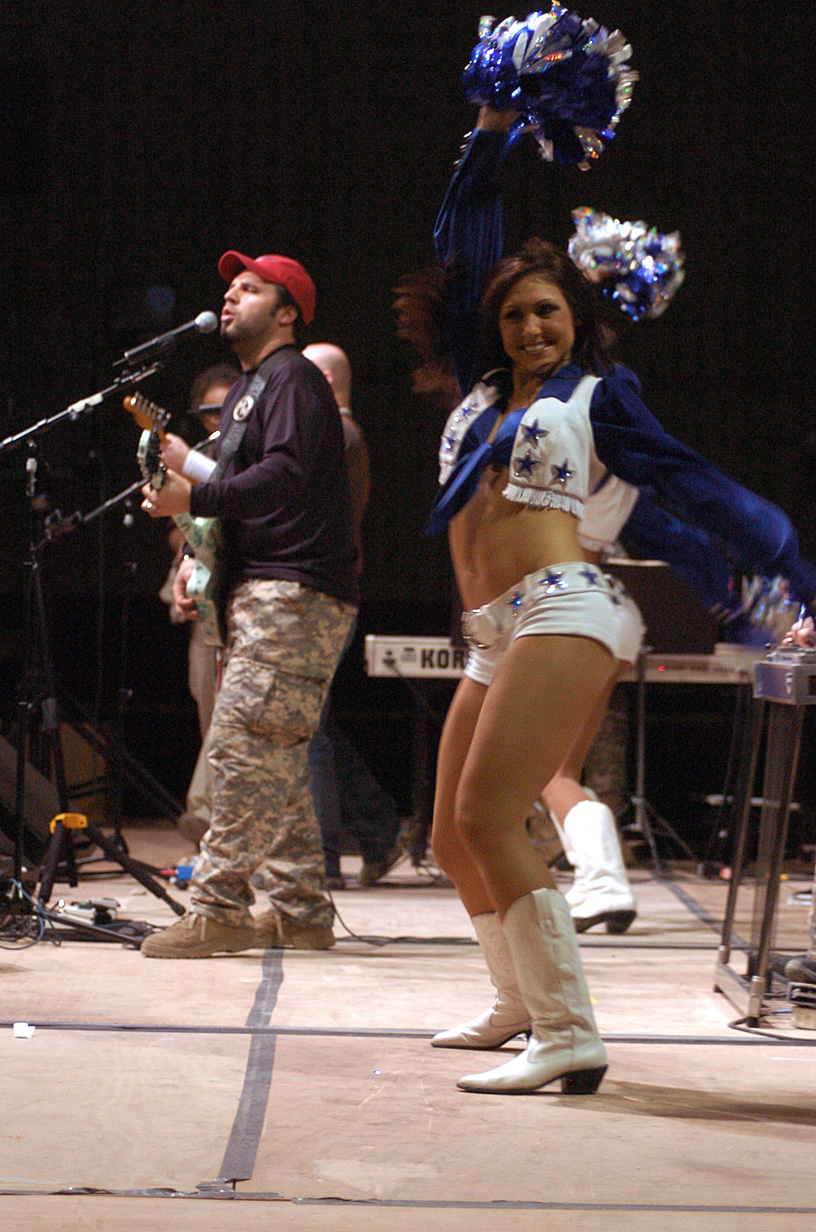
رقصنده پشتیبان

رقصنده پشتیبان (به انگلیسی: Backup dancer) به رقصنده‌ای گفته می‌شود که کنار اجراکنندهٔ اصلی در نماهنگ‌ها یا تئاترهای موزیکال یا کنسرت‌ها می‌رقصد. معمولاً در هر کنسرت و نماهنگی، چند رقصدهٔ پشتیبان که غالباً همانند هم می‌رقصند در حال رقصند.
در زیر فهرست برخی از افرادی که حرفهٔ خود را به عنوان رقصندهٔ پشتیبان آغاز کردند آمده است:
- توپاک شکور (برای دیجیتال زیرزمینی)
- جنیفر لوپز برای ویدئوی سال ۱۹۹۳ جنت جکسون به نام «آن راهی است که عشق می‌رود»